# Roinvilliers
Roinvilliers – miejscowość i gmina we Francji, w regionie Île-de-France, w departamencie Essonne.
Według danych na rok 1990 gminę zamieszkiwało 45 osób, a gęstość zaludnienia wynosiła 6 osób/km² (wśród 1287 gmin regionu Île-de-France Roinvilliers plasuje się na 1075. miejscu pod względem liczby ludności, natomiast pod względem powierzchni na miejscu 519.).